# Rodrigo de Arriaga

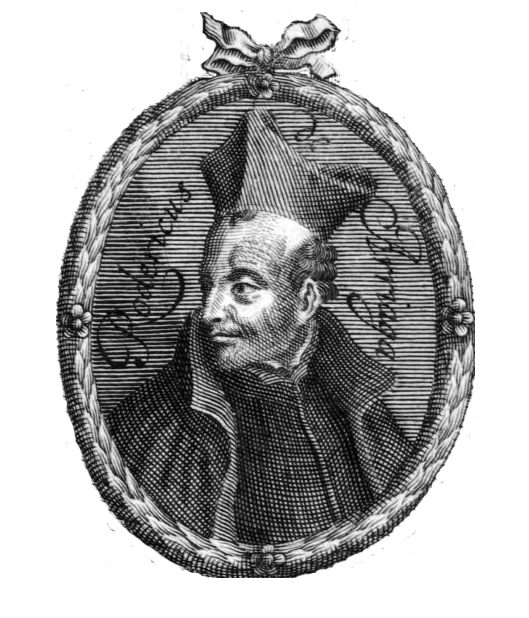
Rodrigo de Arriaga

Rodrigo de Arriaga (* 7. Januar 1592 in Logroño; † 7. Juni 1667 in Prag) war ein spanischer Jesuit, Theologe und Philosoph. 

## Biographie
Seit 1606 Jesuit, machte Arriaga seine höheren Studien in Valladolid, wo er u. a. Pedro Hurtado de Mendoza zum Lehrer hatte. Ebendort lehrte er Philosophie und 2 Jahre Theologie, bis er vom P. General Vitelleschi als Professor der Dogmatik an die neu eingerichtete Universität in Prag berufen wurde. Auf der Reise dorthin weilte er von Oktober 1624 bis März 1625 im Kolleg zu Salamanca, um sich auf seine Aufgabe in Prag vorzubereiten, wo er am 4. Oktober 1625 anlangte und am 7. Januar 1626 zum Dr. theol. promovierte. Arriaga wirkte dort 1626–37 als Professor der Theologie, 1637–41 als Dekan der theologischen Fakultät, 1642–53 als Kanzler des Ferdinandeischen Teils der Universität, von 1654 ab als Studienpräfekt des Klemenskollegs. Mit Kaiser Ferdinand III. stand er in persönlicher Beziehung als Lehrer im Spanischen und Prediger von dessen erster Gemahlin Maria Anna. Wenig berührt von den durch die Reformation ausgelösten Kontroversen seiner Zeit bemühte er sich als scharfsinniger und selbständiger Denker um die Weiterentwicklung der scholastischen Theologie, wobei er, stark von Suárez beeinflusst, sich vorwiegend auf die theologische Vernunft stützt, sich dagegen weniger um die biblische und patristische Begründung der Glaubenssätze bemüht. Seine Physik fand Anerkennung durch Bayle und Leibniz.

## Werke
- Cursus philosophicus, Antwerpen 1632 u. ö.; Disputationes theologicae (z. Summa theologiae d. Thomas v. Aquin), 8 Bde., ebenda 1643–55 u. ö. (Bd. 9 unvollendet); das Opus austriacum de quadratura circuli d. großen Mathematikers Grégoire de Saint-Vincent SJ hat er nicht veröffentlicht, sondern nur nach der Plünderung d. Kollegs durch d. Schweden 1631 d. Ms. gerettet.